# Coco lisant
Coco lisant est un tableau réalisé par le peintre français Auguste Renoir en 1905. De format horizontal, cette huile sur toile est un portrait de Claude Renoir, le fils de l'artiste. Arborant de longs cheveux blonds, le garçonnet y figure absorbé par la lecture d'un livre, devant un fond rouge. Spoliée par le régime nazi pendant la Seconde Guerre mondiale, l'œuvre a été restituée par l'Allemagne à la France en 1994. Partie des collections du musée d'Orsay, à Paris, elle se trouve depuis 1995 en dépôt au musée Renoir de Cagnes-sur-Mer, dans les Alpes-Maritimes.